# 현대스틸산업
현대스틸산업은 현대자동차그룹의 그룹사로 해상풍력, 철골/강교, 중기임대등 사업분야를 선도하는 기업.

## 연혁
- 2019.04 - 싱가포르 현지법인(HESI) 설립(중기 임대업)
- 2018.12 - 13,000 Ton급 대형해상풍력 설치전용선 건조 국채과제 선정[1]
- 2016.10 - 강구조물공사업 면허 취득
- 2015.12 - 토공사업 면허 취득
- 2014.11 - 본사 이전(충남 서산시 -> 천안시)
- 2011.12 - 율촌공장 제작장(가공공장) 준공
- 2011.04 - 현대자동차그룹 편입[2]

## 공장
- 율촌공장 - 전라남도 광양시 광양읍 율촌산단5로 177
- 천안1공장 - 충청남도 천안시 서북구 성거읍 천흥8길 18-9
- 천안2공장 - 충청남도 천안시 서북구 업성1길 57

## 같이 보기
- 현대자동차그룹